# Maratha (Arkadien)
Maratha (altgriechisch Μάραθα) war ein antikes Dorf in der griechischen Region Arkadien auf der Peloponnes, die zur arkadischen Landschaft Kynouria gehörte.
Der antike Schriftsteller Pausanias erwähnt Maratha als einen „Platz“ (χωρίον), der sich zwischen den Quellen des Bouphagos und der Stadt Gortys befindet. Maratha wurde mit dem modernen Dorf Vlachorraptis identifiziert, was zwar anfänglich umstritten war, aber mittlerweile in der Fachwelt allgemein anerkannt ist.
Nordöstlich von Vlachorraptis befindet sich eine kleine Festung auf einem Berggipfel nahe einer Agios-Nikolaos-Kirche. Diese Mauerreste wurden in das späte 4. oder das frühe 3. Jahrhundert v. Chr. datiert. Die Bedeutung des Ortes dürfte darin gelegen haben, dass er sich nahe der Grenze zwischen den Einflussgebieten von Megalopolis und Heraia befand (wobei Maratha zum Territorium von Megalopolis gehörte).